# 美神さゆり
美神 さゆり（みかみ さゆり、1973年5月5日 - ）は、日本のAV女優。現アマンツァ所属。

## 略歴・人物
2009年にデビューした熟女系の巨乳AV女優である。

## 出演作品

### アダルトDVD
2009年
- 恥ずかしいワタシ。 淫乱1号　Iカップ ピアノ教師M（3月3日、プレステージ）
- 卑猥なマドンナ　さゆり（4月30日、HMJM）
- 友人達に僕の妻が目の前で　美神さゆり（5月7日、タカラ映像）
- 近親相姦　僕のお母さんはIcup110cmの元ファッションモデル　美神さゆり（6月25日、エマニエル）
- 美熟女アナル 4　美神さゆり（6月26日、アルファーインターナショナル）
- 隣の奥さんに中出ししちゃった●学生のしょうちゃん!! 3（7月17日、なでしこ）
- 競泳水着の似合う熟女はとても淫乱で責め好き　美神さゆり（7月19日、エンペラー）
- 若若妻～イキすぎっ！！敏感Iカップ妻～　美神さゆり（7月22日、Venus-Femme）
- 爆乳美熟女b　さゆり（7月24日、なでしこ）
- ドスケベな美人妻に合法中出し　美神さゆり（7月25日、エマニエル）
- 私のマンコを舐めてくれたらお返しに口内射精させてあげる（11月6日、M・A・G）…オムニバス作品 他出演:加々美涼、椿玲子、四季彩乃、宮田かおる、坂本奈々子
- 美熟女近親中出し姦　美神さゆり（12月5日、ルビー）

2010年
- 児童を誘惑する美人妻 240分（2月17日、センタービレッジ） 他出演:吉岡奈々子、松嶋ルリ
- 巨乳で美人なお義母さんは好きですか？（3月20日、ルビー） 他出演:桜井麻里、生田正子、水無月みう

2013年
- 中出し近親相姦 息子の包茎むいちゃいました。　美神さゆり（4月25日、センタービレッジ）
- 隣の巨乳奥さんに悪戯 僕はおっぱい大好きです。（5月25日、Yellow Moon）他出演:波多野恵美子
- 美母中出し！禁断の母子性愛 Yellow Moon（5月25日、Yellow Moon）他出演:白川ゆり、佐藤美紀、三咲恭子、立木ゆりあ、牧本千幸、北条美里、櫻井夕樹、新尾きり子、美原咲子
- 買い物中のスジマン奥様　美神さゆり 40歳（8月1日、 KTファクトリー）
- 友達の母親-最終章-　美神さゆり 四十歳（8月8日、センタービレッジ）
- 全員Hカップ以上のスイカップ揃い！ 爆乳熟女10人 4時間（8月8日、ルビー）他出演:加山なつこ、中園貴代美、愛あいり、堀川奈美、櫻井夕樹、望月ゆみ、黒沢那智、美原咲子、森実華
- 中出し近親相姦 息子のオイルマッサージ　美神さゆり（8月15日、センタービレッジ）
- 百発百中ノーパン生保勧誘　美神さゆり 40歳（8月15日、ぼたん劇場）
- 大人の裸　美神さゆり（9月6日、クリスタル映像）
- 201号室に引っ越してきたノーブラ奥さん　美神さゆり（9月7日、マドンナ）
- 母子交尾 ［湯西川路］　美神さゆり（9月26日、ルビー）
- 近親相姦 豊満な母さんに甘えたい　美神さゆり（9月27日、ドリームステージ）
- 友達の母親DX  Vol.11（10月3日、センタービレッジ）他出演:折原ゆかり、滝川玲美、佐藤美紀、葉月奈穂、神乃いずみ、藤下梨花、手嶋あおい、堀川奈美、尾崎玲奈、野間あんな、白鳥寿美礼
- 友達のママの性教育　美神さゆり（10月4日、カマタ映像）
- 息子の性奴隷と化した義母　美神さゆり（10月7日、マドンナ）
- 爆乳アスリート競泳水着8時間2枚組 競泳水着専門激イキ生乳パイズリ濃厚ファックいいとこ撮りスペシャル！！（10月19日、エンペラー/妄想族）他出演:愛あいり、姫咲れん、森崎杏那、久保あさみ、中森玲子、電琴子、桜みちる、浅海めい、漣ゆめ、小宮由梨絵、深海沙織、長澤雪、美原咲子、宮崎もも
- 息子の前で犯されて　美神さゆり（10月30日、小林興業）
- 濃厚汗だく爆乳グラマラス ～フェロモン漏れだすムレムレ肉感寮母～　美神さゆり（11月1日、Fitch）
- 姑の卑猥過ぎる巨乳を狙う娘婿　美神さゆり（11月7日、グローリークエスト）
- 近親中出し凌姦！お母さんの奴隷になりなさい！　美神さゆり（11月7日、ルビー）
- 入社したら社長が弩エロだった夢の様な会社　美神さゆり（11月25日、MARX）
- RUBY 2013年RUBY年鑑 VOL.3 旅と温泉に映える熟女たち（12月5日、ルビー）他出演:神崎久美、富士さかゑ、石川三ッ江、七海ひさ代、三井さおり、大内静子、伊藤まい、藤下梨花、宮本まり、里中亜矢子、新澤久美子、三上由梨絵、庵叶和子、寺崎泉、江口ともよ、高月和花、吉野艶子
- ドリームステージ 2013 カウントダウン BEST20（12月27日、ドリームステージ）他出演:小糸叶芽、瀬野ゆかり、由比和美、神崎久美、布施幸恵、 楢崎百合香、江角真弓、水原薫子、平亜矢子、西野エリカ、喜多村ゆい、柳川みどり、七海ひさ代、片桐沙代子、片野さえこ、北園由香利、北原小百合、北条麻妃

2014年
- サラリーマンの秘密基地　素人敏感人妻熟女生中出し  SM-076　さゆり 35歳（1月1日、プラム）
- 寝取り夜這い③（1月2日、グローリークエスト）他出演:羽月希、白鳥寿美礼、青山葵、結城みさ
- なんと30年ぶりの同窓会開催っ！！で、ひさしぶりの再会にテンションがあがる奥様たちは、旦那に内緒でハメをはずしてSEX三昧！！（1月10日、LEO）共演:神崎久美、松下美香
- エロ～い女のアナルべろ舐め手コキ（1月13日、MARX）他出演:愛須心亜、神波多一花、青山沙希、HIKARI、さくら悠、坂本愛海、廣田リリス
- 縛られた人妻 ～麻縄に愛された肉体～　美神さゆり（1月25日、マドンナ）
- 熟女にオマ○コしたいのと言わせる淫語主観セックス2（2月20日、ルビー）他出演:結花ゆず香、山下りん、吉本昌子、内田彩乃

### イメージDVD
- 爆乳熟女のあぶないアルバイト （2009年1月25日、フェルマータ）

## デジタル写真集
- 巨乳熟女の制服の下　美神さゆり 35歳 （2009年2月、イースト・プレス）
- ハミ出し! 巨乳熟女の純白ビキニ　美神さゆり 35歳 （2009年2月、イースト・プレス）
- 「Hで綺麗な三十路熟女」 ～スケベな巨乳編～　美神さゆりデジタル写真集 01 （2009年4月、ピンク倶楽部）
- 「Hで綺麗な三十路熟女」 ～淫らな爆乳編～　美神さゆりデジタル写真集 02 （2009年4月、ピンク倶楽部）